# ラブ★コン
『ラブ★コン』は、中原アヤによる日本の漫画作品。『別冊マーガレット』2001年9月号から2006年12月号まで連載された。第49回（2003年度）小学館漫画賞少女向け部門受賞。単行本1巻から16巻に収録されている本編の『ラブ★コン』に加え、リサと大谷の中学時代を描いた番外編『ラブ★コン プラス』、高校卒業後、初めて過ごす夏休みの出来事を描いた完結編とも言える読切『ラブ★コン ファイナル』が2007年に発表され、それぞれ単行本17巻に収録されている。2007年3月時点で単行本の累計部数は1200万部を突破している。
なお、タイトルの『ラブ★コン』とは、ラブリー・コンプレックスの略。『ラブ☆コン』や『ラブ・コン』と表記されることも多いが、正確には『ラブ★コン』である。
2006年7月15日実写映画が公開。2007年4月から同年9月までTBSほかでテレビアニメが放送された。

## あらすじ
舞台は大阪の高校、舞戸（まいど）学園。主人公の小泉リサ（身長172cm）と大谷敦士（身長156.2 cm）は、入学当初からの犬猿の仲。その身長差が傍目に愉快なことと口げんかがまるで漫才のようであることから、不本意ながらも学園のオール阪神・巨人として有名だった。
会えば喧嘩ばかりだったリサと大谷だが、これ以上ないほど性格や音楽の趣味が合うことが判明し、またお互いが身長という同じコンプレックスを抱いていることにも気づく。それと同時にリサは、大谷が持つさりげない優しさや男らしさにも気づき、だんだん惹かれていくことになる。自分にとって最高の相手である大谷。ただ一点、身長を除いては…。

## 登場人物
声：アニメ版の担当声優 / ドラマCDおよびゲームの担当声優、演：実写映画の俳優
小泉リサ（こいずみ リサ）
声：岡村明美 / 早水リサ / 藤澤恵麻、演：藤澤恵麻
本作の主人公。身長は中学2年生のとき167cm、高校1年生のとき170cm、高校2年生からは172cm（ナインティナイン・矢部浩之の身長を参考にしている）。体重は50kg。誕生日は8月3日。血液型はO型。家族は両親と弟の隆人（後述）、同居していないが祖父がいる。名字の由来は連載開始当時首相だった小泉純一郎から。
大谷からの呼び名は大抵「小泉」だが、身長が大きいことから「巨女（きょおんな）」（『巨大な女』の略。アニメでは 「でかおんな」）もしくは「巨神様」とたまに呼ばれ、自身も「大泉ではなく小泉」と自嘲している。勉強・運動共にさっぱりだが、まるで漫才のような大谷との掛け合いは一級品で、主にボケ担当。担任の中野に無理矢理指名された事もあって3年間学級委員を務めた。最初は鈴木のことが好きだったがその後彼が千春と付き合い始めた為諦め、後に大谷のことを好きになるが、聖子に感化されるまでは自分の気持ちに素直になれずにいた。大谷とは後に様々な出来事の末クラス、両親ともに公認の名物カップルに。おだてられるとすぐ立ち直る単純な、いつも明るくポジティブな性格である。アホっ子や、オール巨人の印象から普段は言われないが、実際は結構な美人である。遥と並んでいたときは絵になるとまで言われていた。中2の頃から海坊主の大ファンで、自他共に認めるかなりのゲーマー。高校卒業後両親からは短期大学への進学を勧められていたが「受験勉強がしたくない」という理由から専門学校への進学を決意、親友・信子の勧めでスタイリストを目指すこととなる。好きな色は赤、黄。好きな服はラクな服・安い服。好きなおでんの具は卵。理想のタイプは「自分より背が高くて王子様みたいな人」であり、後述のマイティがまさにタイプそのもの。その為高3始めに一時あまりにも自分の想いに鈍い大谷への当てつけの意味も込めて「マイティ部」を結成。初代部長になるが大谷に「キモイからやめろ」と言われた事から退部した。
実は大谷とは中学卒業後の春休み、海坊主のライブで偶然出会っているが、その事に気づくのは3年後、高校卒業後の春休みである。
大谷敦士（おおたに あつし）
声：永田彬 / 櫻井孝宏 / 小池徹平、演：小池徹平
本作の準主人公。身長は中学1年生のとき143cm、高校1年生のとき156cm、高校2年生からは156.2cm（ナインティナイン・岡村隆史の身長を参考にしている。）。体重は45kg。誕生日は3月25日（アニメでも設定上は3月25日となっているが、実際の作中での誕生日は13話で描写されたカレンダーからすると3月20日である）。血液型はA型。家族は両親（母はよく登場したが、父の登場は無かった）と姉（声：雪野五月。名前は不明）、犬（巨犬。この為か犬好きでどんな強面の犬をも手なづけることができ、リサに「犬使い」と言われる）。
背の低さから一部ではよく「チビ」扱いされ、小学生と間違えられる事も多い（特に彼を毛嫌いする遥は「チビ助」、リサから「ミジンコ」と呼ばれることも）。主な呼び名は「大谷（大谷くん）」だが、かつての彼女神崎からは「敦士くん」、家族や美々からは「あっちゃん」と呼ばれる。大学の友達からは「チャッピー」と呼ばれている。リサとは3年間同じクラスで共に3年連続の学級委員。主にツッコミ担当でノリツッコミも多い。リサと同じく勉強はさっぱりだが、中学の時からずっとバスケットボール部所属で身長のハンデがありながらも2年生からレギュラーとなり、後にキャプテンも務める。恋愛事には鈍感。最初はリサの気持ちに対し「ありえへん」と相当戸惑い、リサをこれまでどおりぞんざいに扱っていたが、マイティ（後述）登場により心境が変化してくる。意地っ張りで不器用でシャイな性格であり、意外とやきもち焼きである。その容姿と身長から、よく女子からは可愛いといった言葉を受けるが、本人は不満な様子。小学校の教師を目指しており、誰もが絶対無理だと思った中、猛勉強の末大学合格を勝ち取った。リサとは後にクラス・両親ともに公認の名物カップルになるが、自分とリサとの付き合いを周りにいじられる事をとても嫌がっている。また大の女装嫌いでもあるが、中々評判。好きな色はオレンジ。好きな服は、古着系。中1の頃から海坊主の大ファン。
実はリサとは中学卒業後の春休み、海坊主のライブで偶然出会っているが、その事に気づくのは3年後、高校卒業後の春休みである。
石原信子（いしはら のぶこ）
声：東さおり / 同左、演：玉置成実
愛称は「のぶちゃん」。身長153cm。体重42kg。誕生日は5月28日。血液型はB型。名字の由来は連載開始当時小泉内閣にいた石原伸晃から。
リサの高校3年間のクラスメート。しっかり者で、いつもリサの世話を焼いている。わざわざ私服の高校を選ぶほどのおしゃれ好き。中3の時から付き合っている彼氏の中尾とは一度持っているAVを見てしまったとき以外は超ラブラブで、彼を「ダーリン」と呼んでいる。夢は中尾のお嫁さん。両親が共働きのため、大のおばあちゃんっ子。好きな服は、かわいい服・ハデな服。ファッションリーダーは久本雅美。高校の入学式の日は、リサに外国人と思われるほど派手な格好で出席していた。
中尾平吉（なかお へいきち）
声：徳山靖彦 / 津田健次郎、演：山崎雄介
リサの高校3年間のクラスメート。愛称は「中尾っち」。大谷とは中1時代からの親友。身長180cm。体重58kg。誕生日は1月15日。血液型はB型。
みんなの癒し系だが、本人曰く「なにもできないだけ」。中学のバスケ部に入った理由はスニーカーやバッシュのゴムっぽいニオイが好きで、バスケ部に入ればバッシュのニオイといつも一緒にいられる、という理由である。高校のバスケ部に入ったのは、「親友の大谷がいるから」というだけ。別にバスケットが好きというわけではなく、補欠にしかなれないが、当の本人は全く気にしていない。いつものほほんとしていて、体育祭の応援では喜んで女装するなどコスプレ好きの一面もある。一方で自分のことより他人を大切にする性格。高校卒業後は祖父の和菓子屋を継ぐため、修行する予定。好きな服は、特になく、信子に選んでもらっている。信子とは『ダーリン』と呼ばれるほどのラブラブカップル。
田中千春（たなか ちはる）
声：こじまかずこ / 前田愛、演：工藤里紗
愛称は「千春ちゃん」。身長150cm。体重40kg。誕生日は6月23日。血液型はA型。名字の由来は連載開始当時外相だった田中真紀子から。
リサとは中学3年生からの親友。リサが好きになった関係で知り合うことになった鈴木と高1の2学期に付き合い始める。学年トップの成績。勉強する時は眼鏡をかけていて、控えめでおとなしい性格。そのため、リサや信子のノリについていけずリサに対しキレる信子の牽制役が多いが、キレるとノートをぶち破ったり、机を放り投げたりする。好きな服は、淡い色のシンプルな服。将来の夢は、保育士。
鈴木涼二（すずき りょうじ）
声：津田健次郎 / 小野坂昌也、演：水嶋ヒロ
身長182cm。体重57kg。誕生日は2月4日。血液型はAB型。名字の由来は鈴木宗男から。
1年生のときは上記の5人とは別のクラスであったが、夏休みの補習が一緒だった関係で知り合うことになる。高2では千春と同じクラスになり、高3ではリサ達と同じクラスになった。無口で、相当な照れ屋。ややヘタレであり、体が弱く早起きが苦手である。リサたちは高3の終わり頃まで、笑ったところを見たことがなかった（ただし、リサと大谷の様子を見て、信子・中尾・千春とニヤつく様子はしばしばあった）。好きな色は青・黒。好きな服はキレカジ系。将来の夢は公務員。
深川遥（ふかがわ はるか）
声：小野坂昌也 / 置鮎龍太郎
身長185cm。体重57kg。誕生日は9月9日。血液型はAB型。
名前は女のようだが、れっきとした男。祖母がイギリス人のクオーターで、高1の終わり頃まで日本国外に行っていたリサの幼馴染。高2から舞戸学園に編入する。小さい頃に女っぽい名前だといじめられていたときによく助けてもらったリサをヒーロー視して、彼女になって守ってもらおうと思っていた。美形で相当モテており、彼女が7人いる（後に9人に増えた）。家庭科部部長だったが、役に立たないからと聖子にクビにされた。マイティとはいとこである。マイティとの会話で、推薦入試で大学に合格した事を明かしている。
作者の中原からは、何してもおかしくないので動かしやすいキャラクターと言われている。
寿聖子郎（ことぶき せいしろう）
声：瀧本富士子 / 小松里歌
自称「聖子（せいこ）」。身長148cm。体重43kg。誕生日は12月25日。血液型はO型。
そこらの女の子よりよっぽどかわいいが、体は男。声変わりも一応している。本人は、「神様が体につけるもんちょっと間違えただけ」と言っている。リサたちより1学年下で、大谷に一目惚れして強引に唇を奪った。大谷に男であることがばれた後は、リサの恋を積極的に応援する。風邪で声が変わってしまった時には、バッサリと髪を切り、男として生きようとした。その後、小堀に恋し、最初はうまくいっていたが男だったことがやはりばれたようで、その後どうなったかは不明。遥をクビにした後、家庭科部の部長に就任。なにかと遥と行動を共にすることが多く、頻繁に遥の牽制役をしている。どういういきさつか不明だが、リサのじいちゃんの『梅DATA』に登録されている。
神崎真由（かんざき まゆ）
声：松岡由貴 / 同左、演：加藤未央
誕生日は5月30日。身長152cm。血液型はAB型。
大谷の中学時代の彼女で、バスケ部のマネージャーだった。その後「頭がよい」といわれる桜女子高校に進学。「頭を塗り忘れた千春ちゃん」とリサに言われるほど、千春と似ている。大谷と別れ、西中の身長2mの男、通称「ジャイアント馬場」と付き合った。高2の冬に一度別れたが、ヨリをもどし、現在も交際中。『ラブ★コン プラス』では中学でバスケ部キャプテンをしていた兄が登場するが、坊主にのりまゆげという似てないにも程がある顔である。
舞竹国海（まいたけ くにうみ）
声：諏訪部順一 / 同左、演：谷原章介
通称「マイティ」だが、ジョディの父親には「シイタケ」、「タケノコ」、「タケノコニョッキ」と呼ばれている。誕生日は4月12日。血液型はO型。リサ達が高3になったときリサのクラスの副担任として赴任してきた英語教師。リサがよくやる仮想恋愛ゲーム「ラブラブファンタジア2」に登場するキャラクター「ケイン様」に面影が似ているリサ好みの長身イケメン。絵に描いた王子の様な振る舞いをする為、信子や大谷には気持ち悪がられているが、遥や聖子などには好まれている。「マイティ部」という名のファンクラブも存在する（設立者兼初代部長はリサだったがのちにリサは大谷と付き合った為退部）。この漫画では数少ない標準語を喋るキャラクター。父親はハワイでホテルを経営している。良く言えばイケメン、悪く言えば気持ち悪い人物に見られる。
舞竹百合（まいたけ ゆり）
通称「ジョディ」（旧姓が城ノ内の為）。（その名からも）大谷から外国人と間違われるほどの美人。マイティと美男美女カップルで、新婚。キレると怖く、暴力を振るい、暴言を吐く（マイティはもう慣れている）。お父さんが大好きだったが、今は結婚を認めない為に少々ウザイと思うことも。プライベートジェットを持っている。
吉岡美々（よしおか みみ）
声：荒木香恵
大谷の隣の家に住む幼馴染で、雑誌のモデルをしている。大谷より4歳年下。身長はリサと同じ172cm。体重52kg。誕生日は3月3日。血液型はA型。大谷の事を大谷の家族同様「あっちゃん」と呼ぶ。小さい頃から大谷のことが好きだが、大谷が「デカイ女は嫌」と言うのを聞き、大谷に大きくなってもらう為毎日牛乳をあげている。大谷の前ではかなりのかわいこぶりっこ（本人曰く「小さい頃からずっとそれで通している」）だが、リサの前ではかなり変貌、彼女を「オバハン」と呼ぶ。だが後に本性を現したところを大谷に見られてしまった。モデルの仕事を休まず、虫垂炎になった時にも無理をして仕事をしたほど気に入っている。
小堀和希（こほり かずき）
声：下和田裕貴
高3の秋からリサが働いているレストランで厨房を任され、男子校に通っている高校1年生。身長は大谷より2cm高い158cm。体重48kg。誕生日5月3日。血液型はA型。
自身と同じ海坊主ファンであり、いつも明るく元気なリサを好きになる。舞戸学園の卒業パーティーで安倍に告白され、交際する事となる。
松原さん（まつばらさん）
声：つかもと景子
リサが働く「レストラン池辺」でホールマネージャーを担当する眼鏡をかけた女性。リサや小堀からは時折「おばちゃん」と呼ばれる。細かいことにいちいちうるさいが、酔っ払うと暴れる。しかし、本人は酔っ払った時の記憶は全くない。
細川弱男（ほそかわ よわお）
原作のみ登場。千春のことが好きで、大学に落ちた鈴木にライバル宣言をしにきた男。筋骨隆々のたくましい体つきをしている。メガネっ子フェチ（だから千春ちゃんが好きになった模様）の元柔道部員で、いつも頭にタオルを巻いている体育会系。
海坊主（うみぼうず）
声：スモーキー・テツニ（クレイジーケンバンド） / 江川央生、演：寺島進
リサ・大谷・小堀・安倍・吉井が大ファンのラッパー。誕生日、血液型等非公開。「海辺」、「三日坊主」、「おさかな地獄」、「渚の落とし穴」などの持ち歌がある。
偶然修学旅行先の北海道でリサが財布を落とした事がきっかけで家族一緒のところにリサ・大谷と遭遇した。息子（声：菊池こころ）は海坊主のことを『坊主』と呼んでいる（海坊主自身としては『パパ』と呼んで欲しいらしい）。顔は怖いがとても優しくいい人。
海坊主嫁（うみぼうずよめ）
声：荘真由美
リサと大谷が修学旅行先の北海道で出会った海坊主と一緒にいた女性でその名の通り海坊主の妻。海坊主とは高校の同級生で、その当時は告白されながらも振ってしまっている。海坊主そっくりの息子がいる一児の母。
中野清司（なかの きよじ）
声：広瀬正志
3年連続リサたちの担任で、リサ&大谷をオール阪神・巨人と命名した張本人。担当は数学。通称ゴリだが、本人は「中野先生様」と呼んでほしいらしい。2人を雑用係のように扱う（学級委員はもちろんのこと、文化祭の実行委員等何かと面倒なことを押し付ける）。
小泉隆人（こいずみ たかと）
声：高口公介
リサの3歳下の弟。身長は中学3年ですでに183cmくらいある。リサと違い成績は優秀だが、少しレベルの高い高校を受験した結果落ちてしまい、すべり止めで受けたリサ達が通う舞戸学園に入学することになった。リサに対して「かわいくないやつ」と言うなど厳しいが、大谷にネックレスの代わりのプレゼントを依頼したり、じいちゃんが来た際にはリサと大谷に味方したりする為、実際は姉想いだと思われる。またじいちゃんに対してはリサ以上に厳しい。
リサのじいちゃん
原作のみ登場。本名は不明で、出会った女性を「～梅」（最大は五つ梅）と格付けしている。頑固でリサと大谷の交際を認めず、遥とリサを無理やり交際させ、刺客を送り込んで2人を別れさせようとさせたが、その刺客・愛のミスにより失敗。その後も頑なに2人の付き合いを認めなかったが、後に大谷にかつて妻（五つ梅の美人だが、身長198cm）との身長差が原因で、彼女を何ひとつ幸せにできなかった自身の経験の為の行動だった事を明かし、最終的には認めた。一方で孫思いの面も見せ、瞳の策略でリサがヤクザに襲われそうになったときには、大谷に助けを求めた。常に海外を放浪しており、リサと大谷の付き合いを認めた後は、再び日本国外へ旅立った。
大谷瞳（おおたに ひとみ）
原作のみ登場。大谷と苗字が被っているが、血縁関係はない。リサのじいちゃんの美人ランクでは「五つ梅」に格付けされている、巨乳美女。じいちゃんにマンションを買わせた（詐欺であるが、じいちゃんに自覚はない）事がある。彼氏はヤクザで瞳は彼氏のことを「まぁきゅん」と呼んでおり、彼とはバカップル。
大谷を気に入る。
愛（あい）
原作のみ登場。リサのじいちゃんが大谷に仕向けた刺客。リサのじいちゃんから「五つ梅」に格付けされている、じいちゃん行きつけのクラブナンバーワンホステスのスレンダーで貧乳の美女。じいちゃんに1000万の車を買わせた（これも詐欺であるが、じいちゃんに自覚はない）。
安倍（あべ）
原作のみ登場。リサと小堀のバイト先で一緒に働いているバイト仲間。リサ達と同じ舞戸学園の生徒。小堀が好き。人見知りが激しい性格だが、マイクを持つと人が変わる。卒業パーティのパフォーマンス中に小堀に告白、成功し交際を始める。
吉井（よしい）
『ラブ★コン プラス』に登場。親の都合で転校が多く、小学校の6年間だけで3回も転校しているためか、友達を作ることをめんどくさく感じている。中学1年の時、大谷と中尾のいる中学校に通い、バスケ部に入部するがしばらくして福井に転校。中学2年の始めにリサと千春の中学校に転入するが、林間学校のあとに転校してしまう。高校3年生の春休みの時は兵庫に住んでおり、海坊主ライブの会場で偶然リサと大谷に再会する。同時に2人は彼が両方の中学校に通っていたことを知ることとなる。2人は彼を通して海坊主を知ることとなったため、リサ曰く「恋のキューピット」である。
あけちん
『ラブ★コン プラス』に登場。リサの同級生で、中学時代の親友の一人。吉井が好きで、リサが吉井と親しくしていることにやきもちをやいてしまう。その後吉井が転校したあとも諦めきれず、追っかけて吉井と同じ大学へ行くことになった（しかも、大胆に海坊主のライブに誘っている）。なお、本編にも一度登場している（リサが大谷と立寄ったCDショップで久々に再会する。その時リサはあけちんに、大谷の事を「彼氏?」と聞かれるもそれを否定した為に、大谷を怒らせてしまった）。
塩崎（しおざき）
『ラブ★コン ファイナル』に登場。大谷の通う大学の友達。飼っている犬「チャッピー」の目のクリッとした感じが大谷に似ていることから、大谷を「チャッピー」と呼び、他人もチャッピーと呼ぶようになる。彼氏がいるが、リサは「大谷のことが好き」と勘違いした。
アニメ版にも一瞬だけだが登場している。大谷の大学入試の場面で大谷の後ろの席で受験している女性がそれである。セリフなどは一切ない。

## ラブ★コン語
主に主人公・リサが発する造語。そのユニークさから、中には実際に使うファンもいる。
キュン死に
胸キュンのあまり死にそうになること。キュン殺しと共にリサが大谷に対して使う。特に女子中高生の間でファン以外にも広まり、流行語となった。キュン死にさせることがキュン殺し。（使用例：「キュン殺し犯で逮捕したろか、このオッサン」）
恥ずかし死に
恥ずかしさのあまり死にそうになること。
キモ死に
キモさのあまり死にそうになること。
うれし死に
うれしさのあまり死にそうになること。
ソック
ショックの最上級。
キャッツ!!
ショックの猫級。猫耳をつけ、ペンで顔にひげなどを描かれて猫のような顔にされた大谷が発した。
アホパンチ
マイナス志向でドツボにハマった人をこぶしで目を覚ましてやること。アホキックはアホパンチの蹴りバージョン。
心臓かゆい
何か心に引っ掛かるものがあり、精神的にスッキリしない感じ。何とも言えず、もどかしい様。
精神的に乳を出す
好きな人の前で色気を出す、女らしさをアピールすること。単に「乳を出す」とも。反対にしょーもないところを見せる事を「ケツを出す」と言う。
たくあんも毛ガニになれる
お互いが考えてもいなかった関係になる事が起きるという事。修学旅行のとき大谷が「小泉と付き合えない理由」として語った「昨日までたくあんだと思ってたものを急に毛ガニだと思えと言われても無理」という適当すぎる例えを逆手にとったスローガン。海坊主嫁の言葉が引き出した人生の教訓とも言える。

## 書誌情報

### 漫画
- 中原アヤ 『ラブ★コン』 集英社 〈マーガレットコミックス〉、全17巻
  1. 2002年3月25日発行、ISBN 4-08-847487-2
  2. 2002年7月25日発行、ISBN 4-08-847532-1
  3. 2002年10月25日発行、ISBN 4-08-847563-1
  4. 2003年2月25日発行、ISBN 4-08-847604-2
  5. 2003年6月25日発行、ISBN 4-08-847642-5
  6. 2003年10月24日発行、ISBN 4-08-847676-X
  7. 2004年2月25日発行、ISBN 4-08-847715-4
    - 限定版：同日発行、ISBN 4-08-847721-9

  8. 2004年7月23日発行、ISBN 4-08-847762-6
    - 限定版：同日発行、ISBN 4-08-847763-4

  9. 2004年11月25日発行、ISBN 4-08-847802-9
    - 限定版：同日発行、ISBN 4-08-847805-3

  10. 2005年3月25日発行、ISBN 4-08-847836-3
  11. 2005年7月25日発行、ISBN 4-08-847877-0
  12. 2005年12月22日発行、ISBN 4-08-846017-0
  13. 2006年4月25日発行、ISBN 4-08-846050-2
  14. 2006年7月14日発行、ISBN 4-08-846074-X
  15. 2006年12月30日発行、ISBN 4-08-846124-X
  16. 2007年3月18日発行、ISBN 978-4-08-846148-9
  17. 2007年9月30日発行、ISBN 978-4-08-846215-8
- 中原アヤ 『ラブ★コン』 集英社 〈Shueisha girls remix〉、全4巻
  1. 「巨女&チビッコ学園の凸凹漫才コンビ編」2006年7月発行、ISBN 4-08-109227-3
  2. 「恋の障壁は身長差!?ナニワの恋の物語編」2006年7月発行、ISBN 4-08-109236-2
  3. 「サプライズ続出!!笑いと涙の修学旅行編」2007年4月28日発売、ISBN 978-4-08-109396-0
  4. 「恋の魔術師マイティ登場!波乱必至の新学期編」2007年5月発行、ISBN 978-4-08-109405-9

### 小説
- 原作:中原アヤ、著者:ココロ直 『ラブ★コン』 集英社 〈コバルト文庫〉、全7巻
  1. 2006年6月28日発売[2]、ISBN 4-08-600783-5
  2. 「―恋の歯車、回したろかー編―」2006年7月28日発売[3]、ISBN 4-08-600809-2
  3. 「―恋する乙女は止まらへんでー!編―」2007年6月1日発売[4]、ISBN 978-4-08-601031-3
  4. 「―恋の嵐が吹き荒れる!編―」2007年8月1日発売[5]、ISBN 978-4-08-601058-0
  5. 「―恋したからには行っとこかー!編―」2007年11月1日発売[6]、ISBN 978-4-08-601095-5
  6. 「―恋は永久不滅やでっ!!編―」2007年12月26日発売[7]、ISBN 978-4-08-601119-8
  7. 「―もういっちょオマケの恋バナやで!編― 」2008年4月25日発売[8]、ISBN 978-4-08-601164-8

### 単行本未収録作品
- ラブ★コンD（デラックス）[9]（『デラックスマーガレット』2009年5月号）

### その他
- 『別冊 ラブ★コン FANBOOK』2005年5月25日発行、集英社、マーガレットコミックス、ISBN 4-08-847841-X
- 『まいど!! ラブ★コン 大阪だいすきBOOK』2006年7月14日発行、原作:中原アヤ、著者:川富士立夏、創美社、マーガレットレインボーコミックス、ISBN 4-420-11244-1
- 『別冊マーガレット増刊 2006年8月1日号「ラブ★コン スペシャル」』
- 『Seventeen特別編集 映画 ラブ★コン メイキングBOOK』2006年8月10日号（2006年7月1日発売）
- 『ラブ★コン胸キュンイラストBOOK』2007年12月25日発売、集英社、マーガレットコミックス、ISBN 978-4-08-846242-4

## 関連商品

### ドラマCD
- 『ラブ★コン ドラマCD』2003年12月12日発売、ISBN 4-08-905575-X
- 『ラブ★コン ドラマCD 2』2005年2月14日発売、ISBN 4-08-909057-1

### ゲーム
- 『ラブ★コン〜パンチDEコント〜』2006年7月13日発売、PlayStation 2ソフト

## 実写映画
2006年7月15日より松竹配給で公開。2007年1月1日にDVD（初回限定盤、通常盤）が発売された。

### キャスト
主要なキャストについては、登場人物の節を参照の事。   
- 小泉リサ - 藤澤恵麻
- 大谷敦士 - 小池徹平
- 理恵のカレシ - 山ちゃん（南海キャンディーズ）
- リサの先輩 - 忍成修吾
- エリ - 近野成美
- 大谷の先輩 - 西秋愛菜
- 店員 - 森下能幸
- 人力車・アニキ - 田中要次
- 長身のオタク（長髪） - 尾関高文（THE GEESE）
- 長身のオタク（短髪） - 脇坂光彦
- サラリーマン風の男 - 村上大樹
- マリリン - 林田麻里
- 金魚すくい屋 - 三波伸一
- 平吉の執事 - 斉藤弘勝
- シンイチの彼女 - 野口聖古
- オール阪神・巨人 - オール阪神・巨人
- ダンシングよしこ - ウエンツ瑛士（ドゲザ出演）※1カットのみの特別出演
- 案内人 - 畑正憲（特別出演）
- 助っ人外人 - 副島淳

### スタッフ
- 監督 - 石川北二
- 脚本 - 鈴木おさむ
- 企画・プロデューサー - 山田雅子
- アートディレクション - 飯田かずな
- 制作プロデューサー - 藤村直人
- 音楽 - 川口大輔
- 海坊主PV監督 - ウエダダイスケ
- VFXスーパーバイザー - 貞原能文
- 操演 - ユーデンフレームワークス(吉田浩之、小原剛、鈴村正樹、川本直弘)
- バスケットボール指導 - 小谷究
- MA - 東宝サウンドスタジオ
- ラボ - IMAGICA
- スタジオ - 日活撮影所
- 製作者 - 二宮清隆、関一郎、周防郁雄、山路則隆、亀山慶二（共同製作：吉田剛、梅澤道彦、中田しげる）
- 企画・制作 - 東北新社
- 製作委員会メンバー - 東北新社、松竹、集英社、テレビ朝日、バーニングプロダクション
- 配給 - 松竹

### 主題歌
「スピードライブ」
歌 - misono

### 設定の変更点
- 大谷・リサの身長がそれぞれ159.0cmと170.0cmに変更。
- リサの兄弟は原作では弟・隆人だが、映画ではオリジナルキャラクターの姉・理恵に変更。
- リサ達の担任は原作では中野清司だが、映画ではオリジナルキャラクターの臼井先生が担任となっている。
- 中尾は高校のバスケ部に参加していない。
- 中尾の家がお金持ちであるような描写がある。
- 鈴木と千春がいつもメガネをかけている。
- 遙・聖子（聖子郎）・美々・小堀などは登場しない。

### その他
- 6月9日を胸キュンの日として日本記念日協会に申請し、認定を受けている。
- 2006年7月14日放送、テレビ朝日系アニメ『クレヨンしんちゃん』に藤澤と小池が映画と同じ役柄でゲスト出演した。

## テレビアニメ版
2007年4月7日から同年9月29日までTBS系列主要局にて放送。全24話。制作は東映アニメーション。2017年現在、土曜日17時台後半枠（17:30 - 18:00）で放送された最後のTBS制作アニメである。TBS系列での東映アニメ作品は『いきものさん』（2023年、毎日放送制作）まで15年間存在せず、TBS制作の全日帯アニメも『Suzy's Zoo だいすき! ウィッツィー』（2011年）まで3年半存在しなかった。

### テレビアニメ版の担当声優
主要キャラのキャスティングはリサ、信子、マイティ役の声優以外は全員大阪府出身である。ただし、信子役の東さおりは三重県出身のため、広義の近畿地方出身者にあたる（ドラマCD版のリサを演じた早水も大阪府出身である）。
- 小泉リサ - 岡村明美
- 大谷敦士 - 永田彬
- 石原信子 - 東さおり
- 中尾平吉 - 徳山靖彦
- 田中千春 - こじまかずこ
- 鈴木涼二 - 津田健次郎
- 深川遥 - 小野坂昌也
- 寿聖子郎 - 瀧本富士子
- 舞竹国海 - 諏訪部順一
- 神崎真由 - 松岡由貴
- 吉岡美々 - 荒木香恵
- 小堀和希 - 下和田裕貴[注釈 1]

### スタッフ（テレビアニメ）
- 原作 - 中原アヤ（集英社刊『別冊マーガレット』連載）
- シリーズディレクター - 宇田鋼之介
- キャラクターデザイン・総作画監督 - 真庭秀明
- 美術デザイン - 田中里緑
- 色彩設計 - 塚田劭
- 音楽 - 佐藤ひろのすけ
- プロデューサー - 安倍純子、関弘美、池澤良幸
- アニメーション制作 - 東映アニメーション
- 製作 - TBS、集英社、東映アニメーション

### 主題歌（テレビアニメ）
オープニング
「キミ+ボク=LOVE?」（第1話 - 13話）
歌 - テゴマス（ジャニーズ・エンタテイメント）
「Hey! Say!」（第14話 - 24話）
歌 - Hey! Say! 7（ジェイ・ストーム）
エンディング
「キッス〜帰り道のラブソング〜」（第1話 - 13話）
歌 - テゴマス（ジャニーズ・エンタテイメント）
「BON BON」（第14話 - 24話）
歌 - Hey! Say! 7（ジェイ・ストーム）

### 各話リスト
| 話数 | サブタイトル                                  | 脚本     | （絵コンテ） 演出         | 作画監督          | 美術         |
| ---- | --------------------------------------------- | -------- | ------------------------- | ----------------- | ------------ |
| 1    | 高1の夏! 絶対カレシ、つくったるわ!            | 影山由美 | 宇田鋼之介                | 真庭秀明          | 田中里緑     |
| 2    | 元カノと三角関係!?                            | 影山由美 | 高橋滋春                  | 小林ゆかり        | 飯島由樹子   |
| 3    | 好きなオトコか、昔のオトコか?                 | 影山由美 | （石平信司） 鈴野貴一     | 藤田正幸          | 高木佑梨     |
| 4    | チュッ! 好きになっちゃいました!               | 栗山緑   | 福冨博                    | Kyoung Suk Choi   | 飯島由樹子   |
| 5    | 禁断の愛をぶっ飛ばせ!                         | 井上美緒 | いわもとやすお            | 真庭秀明 山縣亜紀 | 沢田栄子     |
| 6    | 乙女の一大決心! ラブラブ告白大作戦!!          | 村山功   | 深澤敏則                  | 竹田欣弘          | 飯島由樹子   |
| 7    | 撃沈! 史上サイテーな告白!!                    | 栗山緑   | （石平信司） 鈴野貴一     | 藤田正幸          | 田中里緑     |
| 8    | 再起不能! 大失恋!!                            | 影山由美 | 高橋滋春                  | 小林ゆかり        | 飯島由樹子   |
| 9    | 起死回生!! 目指せ彼女の座!!                   | 影山由美 | 佐々木憲世                | 真庭秀明          | さわだえいこ |
| 10   | 元カノと対決!? 乳だし大作戦!!                 | 井上美緒 | 福冨博                    | Kyoung Suk Choi   | 清水隆夫     |
| 11   | 絶体絶命! 元カノと復活愛?!                    | 村山功   | （深澤敏則） 政木伸一     | 佐久間健          | 飯島由樹子   |
| 12   | 愛を取り戻せ! 本命チョコで女を磨く!!          | 高橋洋一 | いわもとやすお            | 山縣亜紀          | 清水隆夫     |
| 13   | 発熱! あいつの部屋でファースト・キッス?       | 影山由美 | （石平信司） 鈴野貴一     | 藤田正幸          | 飯島由樹子   |
| 14   | マイティにキュン死にや!                       | 影山由美 | （宇田鋼之介） 佐々木憲世 | 竹田欣弘          | さわだえいこ |
| 15   | 危険なオトコ マイティの甘い誘惑               | 影山由美 | 高橋滋春                  | 小林ゆかり        | 飯島由樹子   |
| 16   | マイティの魔法! 変化する恋模様!?              | 井上美緒 | （福冨博） 土屋康郎       | Kyoung Suk Choi   | 清水隆夫     |
| 17   | 愛の鉄拳! 受け止めろ、乙女魂!!                | 影山由美 | （石平信司） 鈴野貴一     | 藤田正幸          | さわだえいこ |
| 18   | 史上最高の誕生日                              | 影山由美 | 深澤敏則                  | 真庭秀明          | 飯島由樹子   |
| 19   | 急転直下!! 初デートは不運の始まり             | 栗山緑   | （佐々木憲世） 政木伸一   | 佐久間健          | 清水隆夫     |
| 20   | 宣戦布告!! 嫉妬に燃えるデンジャラス美少女!!   | 井上美緒 | いわもとやすお            | 山縣亜紀          | 飯島由樹子   |
| 21   | 別れの予感?! リサと大谷が歩む別々の道         | 栗山緑   | （石平信司） 鈴野貴一     | 藤田正幸          | さわだえいこ |
| 22   | 大谷からの破局宣言!!                          | 栗山緑   | 高橋滋春                  | 小林ゆかり        | 清水隆夫     |
| 23   | 進路はいろいろ!! みんなが抱えるそれぞれの事情 | 影山由美 | 福冨博                    | Kyoung Suk Choi   | 飯島由樹子   |
| 24   | ずっと一緒!!                                  | 影山由美 | 宇田鋼之介                | 真庭秀明          | 田中里緑     |

### 設定の変更点（テレビアニメ）
- 原作の話がかなり端折られた展開になっているため、端折られた部分のエピソードがそれ以前のエピソードと混在させられている。ただし、シリーズ構成の関係から7話以降は原作の1話ごとを1話とする構成のため、この傾向はなくなっていく。また、限られた24話の中で原作の高校3年間をまとめなければならないため、原作のストーリーは物語後半を中心にかなり割愛されている。
  - 冒頭の1学期終業式でのリサのいびきのシーンに原作2話の夏期講習時の寝言「あかん、召喚獣も全滅や!!」が追加されている。
  - 鈴木が千春に告白するシーンが映画館前から学校の屋上に変更、更にシーンは2人のロングショットとリサのモノローグのみ。
  - リサと大谷の勝負の互いの報酬（大谷が勝ったら新しいバッシュ、リサが勝ったら新作ゲーム山程）が一足先に暴露されている。
  - ゲーセンのシーンは入るところまでしか描写されず、占いマシンのエピソードは全部カットされた。
  - 合コンの言い出しっぺはのぶちゃんからリサへ変更、発端もリサの気分転換へと変わった。また相手の男性組を表現したリサの「心の声」が「鬼退治」から「動物園」になった。それに付随し自分もキリンに当てはめた台詞が追加されている。大谷ものぶちゃんも合コンに来ていない。
  - 聖子との出会いが新学期になった校門入口で犬に絡まれているところへ変更。ちなみにこのくだりは原作においては絡まれていたのは遥で、時期も1年の3学期の頃のエピソードである。
- 聖子関係を始めとするいくつかの表現や下ネタがマイルド化、あるいはカットされている。
  - 聖子の正体ばらしのシーンが中尾絡みに。さらに「だまされる」「おそろしいことに」のセリフがカットされた上に描写がマイルドに。
  - 聖子が教室に訪ねてくるシーンで「アホ毛」ネタがカット。
- オバケ役のリサに脅かされて逃げ回る千春が石化した鈴木を抱えて逃げるように変更（原作では腕を組んだ状態で引きずり回していただけ。但し鈴木は宙を舞っていた）。
- アニメの特長を生かしてリサ達の行動が原作より派手かつ過激になっている場合がある。学園祭でのリサのオバケ役の時の描写など。
- 校舎デザインがデザイナーズ系のデザインに変更。よく見ると校舎の正面部の中央部外観が舞戸学園の頭文字、「M」の字を意匠化したものになっている。
- 原作では式典のとき以外は自由服だが、アニメでは常に制服となっている。シリーズディレクター曰く、「学校生活と普段の生活をきっちり分けたかったから」、「アニメオリジナルのものが作りたかったから」だという。
- リサと大谷の初デート場所がゲームセンターから世界陸上200X大阪が行われている長居陸上競技場になっている。開催期間も8月25日 - 9月2日と実際の日程と同じ設定になっており、男子ハンマー投げ決勝実施日の8月27日に2人は行っている。
- 美々がリサと大谷の初デートの話で初登場になっている。

### 放送局
| 放送地域   | 放送局             | 放送期間                                        | 放送日時                              | 放送系列               | 備考                    |
| ---------- | ------------------ | ----------------------------------------------- | ------------------------------------- | ---------------------- | ----------------------- |
| 関東広域圏 | 東京放送           | 2007年4月7日 - 9月29日                          | 土曜 17:30 - 18:00                    | TBS系列                | 制作局                  |
| 中京広域圏 | 中部日本放送       | 2007年4月13日 - 10月5日                         | 金曜 25:55 - 26:25                    | TBS系列                |                         |
| 近畿広域圏 | 毎日放送           | 2007年4月14日 - 10月6日                         | 土曜 25:55 - 26:25                    | TBS系列                | 『アニメシャワー』第1部 |
| 山形県     | テレビユー山形     | 2007年5月4日 - 11月2日                          | 金曜 16:24 - 16:54                    | TBS系列                |                         |
| 日本全域   | BS-i               | 2007年6月3日 - 9月30日 2007年10月7日 - 11月11日 | 日曜 11:00 - 11:30 日曜 10:30 - 11:00 | TBS系列 BSデジタル放送 |                         |
| 日本全域   | キッズステーション | 2007年11月10日 - 2008年5月3日                   | 土曜 20:30 - 21:00                    | CS放送                 | リピート放送あり        |

| TBS 土曜17:30 - 18:00枠        | TBS 土曜17:30 - 18:00枠 | TBS 土曜17:30 - 18:00枠           |
| 前番組                         | 番組名                  | 次番組                            |
| ------------------------------ | ----------------------- | --------------------------------- |
| ウルトラマンメビウス - CBC制作 | ラブ★コン               | チャンネル☆ロック! - 30分繰り下げ |

## 舞台設定
- コミックでは、背景の風景などに南海堺駅前のモニュメントや商業施設などが描かれるなど、堺市を舞台としている。テレビアニメ版も同様の設定で、制作スタッフが堺市を中心にロケハンを行い、第1期エンディングのタイトルバックに堺のザビエル公園などの風景が盛り込まれている。
- アニメ版13話では舞戸学園は堺市堺区宿院町西2丁付近（市立堺病院跡地、現在はさかい利晶の杜等が広がる。）に所在するよう、描写されている。周辺には国道26号や河川、南海堺駅、大浜公園、ザビエル公園、実在の小学校も描写されている。